# Capurons Wasserähre
Die Capurons Wasserähre (Aponogeton capuronii), benannt nach René Paul Raymond Capuron (1921–1971), ist eine amphibisch lebende Pflanze aus der Familie der Wasserährengewächse.

## Beschreibung
Die Pflanze bildet eine Knolle aus. Die Blätter sind bandförmig und am Rand gewellt und wachsen aus einer Rosette heraus. Die Blattoberfläche ist dunkel olivgrün. Ihre Wuchshöhe beträgt 30 bis 50 Zentimeter.
Die Chromosomenzahl beträgt 2n = 32.

## Vorkommen
Die Pflanze hat ihr natürliches Verbreitungsgebiet im Südosten von Madagaskar. Sie wächst dort in Flüssen mit schnell fließenden Gewässer.

## Aquaristik
Anders als eine ganze Reihe der Wasserähren wird diese Pflanze im Fachhandel zur Bepflanzung von Aquarien nur äußerst selten angeboten. Die Pflanze gilt als sehr anspruchsvoll. Sie benötigt weiches, schwach saures Wasser. Dauerhafte Kultivierung ist bis jetzt nur dem Botanischen Garten in München gelungen.